# Лопушинський Андрій Іванович
Андрій Іванович Лопушинський (нар. 8 жовтня 1974, Комарно, Городоцький район, Львівська область, Україна) — український футболіст, півзахисник.

## Життєпис
З 1992 по 1995 рік виступав за «Газовик» з Комарно. Потім захищав кольори київського ЦСКА. Влітку 1997 року перебрався у воронезький «Факел», за який дебютував 1 листопада того року у виїзному матчі 33-о туру проти челнинського «КамАЗ-Чалли», замінивши на 78-й хвилині В'ячеслава Чурікова. Потім виступав за «Кривбас» і львівське «Динамо». Завершив кар'єру професіонального футболіста в клубі «Техно-Центр». У 2005 році виступав за «Газовик» (Комарно) в чемпіонаті Львівської області.